# Смичинська сільська рада
Сми́чинська сільська́ ра́да — адміністративно-територіальна одиниця та орган місцевого самоврядування в Городнянському районі Чернігівської області. Адміністративний центр — село Смичин.

## Загальні відомості
Смичинська сільська рада утворена у 1918 році.
- Територія ради: 79,01 км²
- Населення ради: 1 375 осіб (станом на 2001 рік)

## Населені пункти
Сільській раді підпорядковані населені пункти:
- с. Смичин
- с. Дібрівне

## Склад ради
Рада складається з 16 депутатів та голови.
- Голова ради: Юрченко Олександр Петрович
- Секретар ради: Маклюк Володимир Григорович

### Керівний склад попередніх скликань
| Прізвище, ім'я, по батькові | Основні відомості                                                 | Дата обрання | Дата звільнення |
| --------------------------- | ----------------------------------------------------------------- | ------------ | --------------- |
| Масло Тетяна Андріївна      | Сільський голова, 1957 року народження, член Народної партії      | 26.03.2006   | 31.10.2010      |
| Юрченко Олександр Петрович  | Сільський голова, 1962 року народження, освіта вища, безпартійний | 31.10.2010   |                 |

Примітка: таблиця складена за даними сайту Верховної Ради України

### Депутати
За результатами місцевих виборів 2010 року депутатами ради стали:

#### За суб'єктами висування
| Суб'єкт висування               | Кількість обраних депутатів | %    |
| ------------------------------- | --------------------------- | ---- |
| Самовисування                   | 7                           | 43,8 |
| Партія регіонів                 | 4                           | 25   |
| Комуністична партія України     | 2                           | 12,5 |
| Єдиний Центр                    | 1                           | 6,3  |
| Народна партія                  | 1                           | 6,3  |
| Політична партія «Наша Україна» | 1                           | 6,3  |

#### За округами
| № округу                        | Прізвище, ім'я, по батькові         | Дата визнання обраним | Освіта             | Партійна приналежність                        | Відомості про обраного депутата           |
| ------------------------------- | ----------------------------------- | --------------------- | ------------------ | --------------------------------------------- | ----------------------------------------- |
| Єдиний Центр                    |                                     |                       |                    |                                               |                                           |
| 1                               | Зарубін Микола Петрович             | 04.11.2010            | середня спеціальна | член Єдиного Центру                           | СТОВ «Добробут», механізатор              |
| Комуністична партія України     |                                     |                       |                    |                                               |                                           |
| 12                              | Чорна Валентина Володимирівна       | 04.11.2010            | середня            | член Комуністичної партії України             | ФП Дібрівне, молодша медсестра            |
| 13                              | Чорний Іван Григорович              | 04.11.2010            | середня            | член Комуністичної партії України             | СТОВ «Добробут», заступник директора      |
| Народна Партія                  |                                     |                       |                    |                                               |                                           |
| 11                              | Маклюк Володимир Григорович         | 04.11.2010            | вища               | член Народної партії                          | Смичинська сільська рада, секретар        |
| Партія регіонів                 |                                     |                       |                    |                                               |                                           |
| 7                               | Голован Анатолій Зіновійович        | 04.11.2010            | середня            | член Партії регіонів                          | Управління водного господарства, робітник |
| 8                               | Петренко Василь Іванович            | 04.11.2010            | середня            | член Партії регіонів                          | СТОВ «Добробут», тракторист               |
| 9                               | Нінченко Володимир Володимирович    | 04.11.2010            | середня            | член Партії регіонів                          | тимчасово не працює                       |
| 10                              | Пиниця Олександр Сергійович         | 04.11.2010            | середня            | член Партії регіонів                          | СТОВ «Добробут», водій                    |
| Політична партія «Наша Україна» |                                     |                       |                    |                                               |                                           |
| 3                               | Борсук Антоніна Володимирівна       | 04.11.2010            | середня спеціальна | член Політичної партії «Наша Україна»         | Смичинський будинок культури, завідувачка |
| Самовисування                   |                                     |                       |                    |                                               |                                           |
| 2                               | Голован Антоніна Василівна          | 04.11.2010            | середня спеціальна | позапартійна                                  | Смичинський будинок культури, завідуюч    |
| 4                               | Коструба Тетяна Михайлівна          | 04.11.2010            | вища               | позапартійна                                  | Смичинська загальноосвітня школа, вчитель |
| 5                               | Чугай Вікторія Миколаївна           | 04.11.2010            | середня спеціальна | член Всеукраїнського об'єднання «Батьківщина» | ПП Лучніков, продавець                    |
| 6                               | Кучерявенко Валентина Володимирівна | 04.11.2010            | середня спеціальна | позапартійна                                  | Дібрівненське ВПЗ, начальник              |
| 14                              | Часовникова Юлія Миколаївна         | 04.11.2010            | середня спеціальна | позапартійна                                  | Смичинська сільська рада, техпрацівник    |
| 15                              | Чорний Євгеній Григорович           | 04.11.2010            | середня спеціальна | позапартійний                                 | СТОВ «Добробут», тракторист               |
| 16                              | Тупик Світлана Миколаївна           | 04.11.2010            | середня            | позапартійна                                  | СТОВ «Добробут», кухар                    |